# Kushalgarh (stato)
Lo Stato di Kushalgarh fu uno stato principesco del subcontinente indiano, avente per capitale la città di Kushalgarh.

## Storia
Esistono due versioni della fondazione dello stato di Kushalgarh: secondo la più antica lo stato venne creato dal dominio dei Bhil da Kushal Singh di Banswara e dato ad Akhai Raj come ricompensa per i servizi resi; secondo un'altra versione, invece, Kushalgarh sarebbe stato conquistato ai Bhil dallo stesso Akhai Raj, ed il nome della capitale sarebbe derivato proprio dal capo bhil sconfitto, Kushla. Nel tempo successivo lo stato conobbe diversi tentativi di riannessione da parte del maharawal di Banswara, sino al raggiungimento di un accordo che poneva Kushalgarh come stato libero ma fondamentalmente sottoposto come feudo di Banswara. Aall'inizio dell'Ottocento il principato venne sottoposto a sovranità inglese, dipendendo dal residente di Mewar.
L'ingresso nell'Unione Indiana avvenne il 7 aprile 1949.

## Governanti
I regnanti dello Stato di Kota portavano il titolo di rao.